# Rudolf Perak
Rudolf Perak (* 29. März 1891 in Wien; † 3. Dezember 1972 in München) war ein österreichischer Komponist und Filmkomponist.

## Leben
Perak erhielt seine künstlerische Ausbildung am Salzburger Mozarteum. Anschließend arbeitete er als Kapellmeister in der k.u.k.-Provinz (z. B. im Südtiroler Meran) aber auch am Hamburger Operettenhaus und dem Berliner Metropol-Theater. Darüber hinaus betätigte sich der Schauspielersohn als freischaffender Komponist und schrieb Operetten wie Frau im Frack, Der Page des Herzogs und Ein Mädel wie Du.
Mit Anbruch des Tonfilmzeitalters wurde Perak auch für dieses Medium aktiv; das Gros seiner musikalischen Beiträge für den abendfüllenden, deutschen Kinospielfilm verfasste er in Zusammenarbeit mit Kollegen wie Robert Stolz, Nikolaus Brodszky und Michael Jary. Bis 1942 entstanden auch zahlreiche seiner Partituren für die Inszenierungen des belgischen Regisseurs Jan Vanderheyden, nach dem Krieg auch diverse Musiken für Vanderheydens Filmeditorin Edith Kiel, die mittlerweile zur Regie gewechselt hatte.
Während seine Arbeit für den Spielfilm nur einen untergeordneten Anteil ausmacht, war die Komposition für Dokumentar- und Kulturfilme (rund 300 Stück) die Hauptbeschäftigung Peraks für das Medium Film. Außerdem schrieb Perak die Noten zu einer Reihe von Fernsehspielen.

## Filme (Auswahl)
Spielfilme, wenn nicht anders angegeben
- 1932: Der Prinz von Arkadien
- 1933: Hochzeit am Wolfgangsee
- 1933: Früchtchen (Csibi, der Fratz)
- 1934: Abenteuer im Südexpreß
- 1934: Der Meisterboxer
- 1934: Besuch am Abend
- 1934: Ich sehne mich nach Dir
- 1935: Hilde Petersen postlagernd
- 1936: Stjenka Rasin
- 1936: Stärker als Paragraphen
- 1936: Unser Kamerun (Dokumentarfilm)
- 1937: Signal in der Nacht
- 1938: Drie flinke kerels
- 1939: Een engel van een man
- 1939: Zwölf Minuten nach Zwölf
- 1940: Deutsche Waffenschmieden (Dokumentarkurzfilm)
- 1941: Die englische Krankheit (Dokumentarkurzfilm)
- 1941: Schwätzer oder Kerle? (Dokumentarkurzfilm)
- 1942: Antoon, de flierefluiter
- 1943: Großstadtmelodie
- 1944: Der Schneemann (Zeichentrickkurzfilm)
- 1950: Abbiamo vinto
- 1952: Oh, du lieber Fridolin
- 1952: Beiderseits der Rollbahn (Dokumentarfilm)
- 1953: Die rote Linie (Dokumentarfilm)
- 1954: Schönes Alpenland (Dokumentarfilm)
- 1954–56: Gold aus Gletschern (Dokumentarfilm)
- 1956: Boevenprinses
- 1956: Rendez-vous in het paradijs
- 1957: Afrika ohne Gnade (Dokumentarfilm)
- 1958: Worüber man nicht spricht
- 1958: Zwischen Glück und Krone (Dokumentarfilm)
- 1958: Wieder aufgerollt: Der Nürnberger Prozess (Dokumentarfilm)
- 1960: Ein Herz braucht Liebe
- 1960: De duivel te slim
- 1961: Seit 5.45 Uhr wird zurückgeschossen (Dokumentarfilm)
- 1961: De stille genieter
- 1970: Skifreuden in den Dolomiten (Dokumentarkurzfilm)